# Viniční usedlost Turbovice
Viniční usedlost Turbovice, někdy označovaná i jako zámeček, se nachází v obci Velký Borek, v části obce Skuhrov v okrese Mělník ve Středočeském kraji. Usedlost byla založena v 1. polovině 18. století pro rytíře Jana Františka Turbu z Turby (1685–1760). V roce 2021 byla usedlost prohlášena kulturní památkou, jejíž nejcennější částí je kládový lis, dochovaný „in situ“ v původní kvasírně.

## Historie a popis
Viniční usedlost Turbovice byla postavena v letech 1727–1729 Janem Františkem z Turby, dvorním radou a radou komorního soudu a české dvorské kanceláře. Stojí v severní části Kelských vinic (cca 4 km od Mělníka). Rod Turbů usedlost s vinicí vlastnil až do roku 1796, kdy ji odkoupil Antonín Isidor z Lobkovic a v majetku jeho potomků zůstala do 1. poloviny 20. století.
Na pozemku jsou dvě samostatné nemovitosti a vstup do dvouúrovňových sklepů, vytesaných ve skále a sloužících k uskladnění sudů a vín, ve kterých je i 48 metrů hluboká studna.

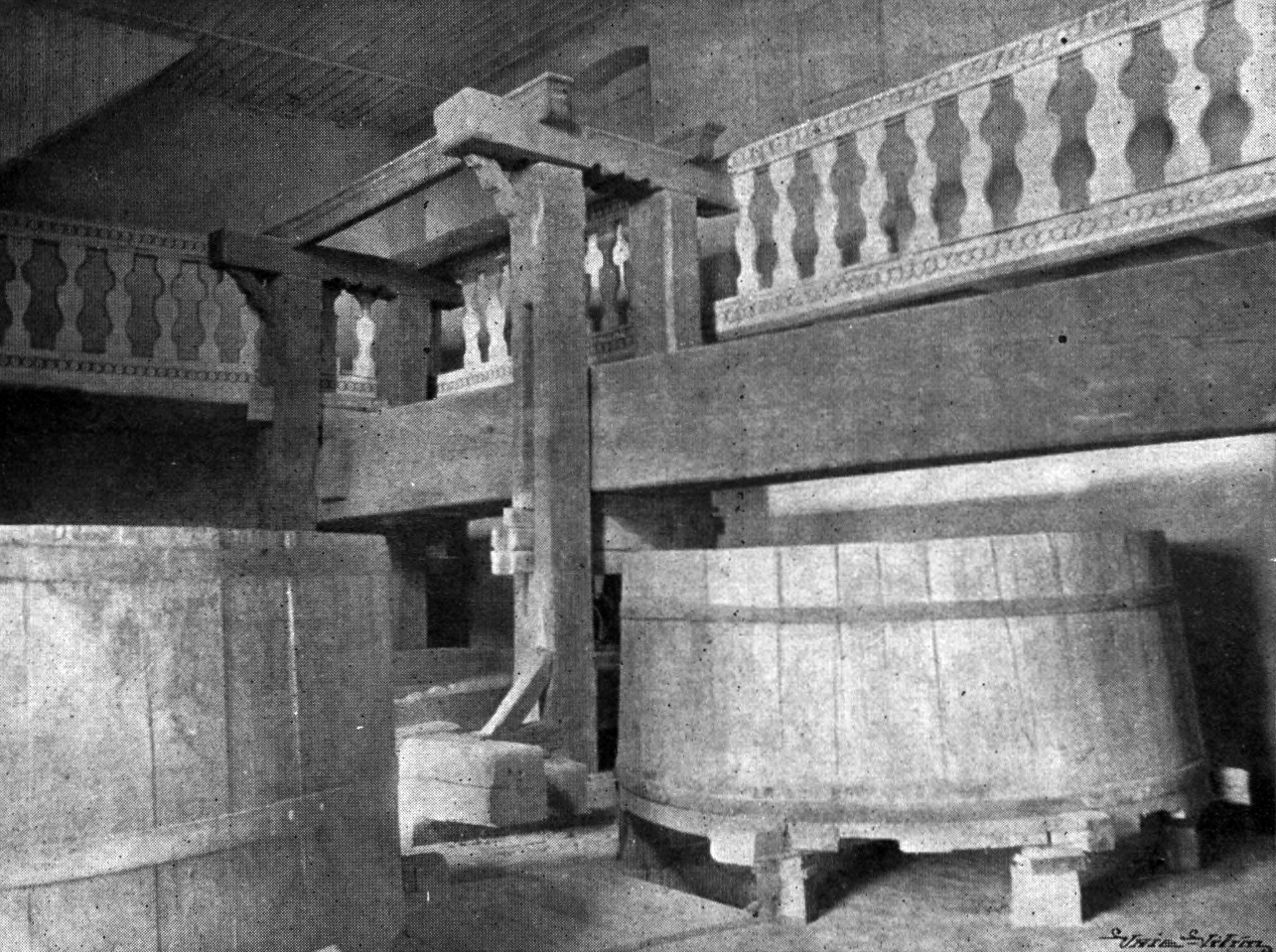
Turbovický kládový lis v průvodci po Mělníce a okolí z roku 1906

Hlavním objektem je barokní patrová stavba s obytnou a provozní částí, jejíž součástí a také největší zajímavostí je starobylý kládový lis cca z roku 1727, což z něj tvoří druhý nejstarší a nejmohutnější lis v České republice. Délka páky je 860 cm a váží asi 4,5 t. Navíc je tento lis dochován na původním místě, což je ojedinělé. V úrovni podlahy 1. patra se nachází barokní ochoz s ozdobnou balustrádou.
Druhý menší domek je přízemní objekt s pultovou stříškou. Byl přistavěn pro hospodářské účely dodatečně (zřejmě na konci 18. století) a měl bohatě zdobenou fasádu.[zdroj?]
V současné době je vinice v provozu a pěstují se zde např. keře Modrého portugalu, Ryzlink rýnský nebo Rulandské modré.
K usedlosti se vztahuje i příběh: rytíř Turba měl dceru, kterou se ucházel jeden mladý šlechtic z okolí, a když o něj neprojevovala zájem, rozhodl se ji unést. Schoval se na rozcestí u cesty na Starou Boleslav a čekal, až se bude vracet od Skuhrova. Když se dostala se svým koněm na pěšinu k zámečku, vyběhl z úkrytu a chtěl ji polapit. Polekal ovšem jejího koně, který se splašil a dívku shodil. Než ji obyvatelé zámku objevili, byla již mrtvá. Rytíř Turba nechal dal na místě neštěstí postavit dřevěný kříž.